# Liparochrus insularis
Liparochrus insularis là một loài bọ cánh cứng trong họ Hybosoridae. Loài này được Petrovitz miêu tả khoa học năm 1980.